# Herman Nohl
Herman Nohl (* 7. Oktober 1879 in Berlin; † 27. September 1960 in Göttingen) war ein deutscher Philosoph und Pädagoge.
Einen maßgeblichen Wendepunkt im Leben von Herman Nohl stellte der Erste Weltkrieg dar. Die Konsequenzen aus dem Krieg sowie seine Beschäftigung mit der Jugendbewegung und dem Volkshochschulwesen veranlassten ihn, sich der Pädagogik zu widmen. Er wurde in der Folge zu einem der bekanntesten Vertreter der Reformpädagogik und Geisteswissenschaftlichen Pädagogik. Nohl arbeitete an der Etablierung der Pädagogik als eigenständiger Wissenschaft und der Begründung der Sozialpädagogik. Im Jahre 1937 wurde er aus dem Dienst entlassen, nahm aber 1945 seine Tätigkeit wieder auf. Nohl war Professor für Pädagogik an der Universität Göttingen, Mitherausgeber der Zeitschrift Die Erziehung sowie Gründer und Herausgeber der Zeitschrift Die Sammlung. Er verfasste mehrere Werke zur Ästhetik, zur pädagogischen Anthropologie und zur Pädagogik, wobei Die Pädagogische Bewegung in Deutschland und ihre Theorie als sein pädagogisches Hauptwerk gilt.

## Leben und Werk
Herman Nohl stammte aus einer bürgerlichen Familie, die während seiner gesamten Kindheit und Jugend in einer Wohnung auf dem Gelände des Berlinischen Gymnasium zum Grauen Kloster lebte. Sein Vater Hermann Nohl war Gymnasiallehrer. Seine Mutter Gabriele Nohl (geb. Doepke) verstarb bereits 1882. Herman Nohl hatte insgesamt vier Geschwister, zwei (Johannes und Ella) aus der ersten und zwei (Lotte und Hilde) aus der zweiten Ehe seines Vaters mit Elise (geb. Simon). Auf dem Internat lernte Nohl Eduard Spranger kennen.
Im Sommersemester 1898 studierte Nohl Medizin in Berlin, wechselte aber noch im Wintersemester 1898 zu den Geisteswissenschaften. Er befasste sich mit Geschichte, Philosophie und Germanistik und hörte unter anderem bei Friedrich Paulsen. Paulsen bot Nohl an, nach dem Studium als Lehrer nach Davos zu gehen, aber Nohl hatte 1901 Kontakt zu Wilhelm Dilthey aufgenommen, zu dem er eine feste Arbeitsbeziehung aufbaute. 1902 entschied sich Nohl, eine Dissertation über Sokrates zu schreiben. Auf Diltheys und Paulsens Empfehlung hin wurde ihm dazu das Jüngken-Stipendium gewährt, was ihn finanziell unabhängig vom Vater machte. Im August 1904 stellte Nohl seine Dissertation mit dem Titel Sokrates und die Ethik fertig. Nohls erste wissenschaftliche Arbeit war die Zusammenstellung und Ordnung von Hegels Theologischen Jugendschriften nach den Handschriften der Königlichen Bibliothek in Berlin, die 1907 gedruckt wurden.
1905 heiratete Herman Nohl die Pianistin Bertha Oser aus Wien (1878–1936), eine Schülerin Clara Schumanns und Cousine Ludwig Wittgensteins. Diese Heirat sicherte Nohls weitere finanzielle Unabhängigkeit.

### Jena
Durch die Empfehlung Diltheys an Rudolf Eucken siedelte die Familie Nohl im Herbst 1907 nach Jena über, wo Herman Nohl 1908 mit seiner Arbeit über Die Weltanschauungen der Malerei habilitiert wurde. Bis zum Beginn des Ersten Weltkrieges verbrachte Nohl seine Zeit in Jena und stellte verschiedene wissenschaftliche Arbeiten fertig. In dieser Zeit kam Nohl auch mit der Jugendbewegung in Kontakt. Er schloss Freundschaft mit Eugen Diederichs und lernte das Landerziehungsheim Gustav Wynekens in Wickersdorf kennen. Einige seiner Studenten waren in der Jugendbewegung aktiv, die für die Entwicklung seiner Pädagogik bedeutend war.

### Herman Nohl und die Jugendbewegung
Seine ersten Erfahrungen mit der deutschen Jugendbewegung beschrieb Herman Nohl in seinem 1935 veröffentlichten Buch Die pädagogische Bewegung in Deutschland und ihre Theorie in einem eigenen Kapitel. Darin sah er diese Bewegung als herausragend an, da sie das Verhältnis der Pädagogik und der Generationen untereinander veränderte und auf sich selbst erzieherisch wirkte. Herman Nohl fasste die Jugendbewegung als Teil einer über 150 Jahre anhaltenden „Deutschen Bewegung“ zusammen, zu der auch die Zeit des Sturm und Drang und der Romantik gehöre. Es handele sich dabei um eine wiederkehrende Epoche, „wo die jungen Kräfte unseres Volkes um einen neuen Gehalt des Lebens rangen“. Diese Bewegung suche „die neue Einheit eines höheren geistigen Lebens, die schließlich zum metaphysischen Grunde unseres Daseins wurzelt […] und die toten Formen der Kultur wieder belebt und von innen neu gestaltet“. Herman Nohl sah Parallelen zwischen dem jungen Herder, dem jungen Goethe und der Jugendbewegung, wie zum Beispiel „das Gefühl der Veraltung der vorangehenden Generation, die Forderung einer neuen Jugend, Natur, Kunst und Religion als die drei befreienden Mächte, ein neues Menschtum, das doch nicht zu trennen ist von einem originalen deutschen Volkstum, in dem zugleich die Gegensätze zwischen den Ständen und Konfessionen aufgehoben sind, die Deutschland zerreißen.“ Als Hauptmerkmale der Bewegung führte Nohl „die Eigenbedeutung des Jungseins […], die Blickrichtung auf Gegenwart und Zukunft […] und zu innerst einen neuen Glauben an die Natur des Menschen“ an. Nohl war ein naturverbundener Mensch, was zu den Idealen der Jugendbewegung passte. Auch seine eigenen Kinder waren im Wandervogel aktiv und unternahmen regelmäßig Wanderfahrten.
Erste Gedanken zu einem spezifisch erzieherischen Verhältnis entwickelte Nohl schon 1914 in dem Aufsatz Das Verhältnis der Generationen in der Pädagogik, der als Antwort auf den Anspruch der Jugendbewegung verstanden wird, dass die Jugend sich selbst organisieren und führen könne. Für Nohl blieb, trotz des Eigenrechtes des Kindes und des Jugendlichen, ein erzieherisch relevantes Verhältnis zwischen den Generationen erforderlich.

„In dem Verhältnis der beiden Generationen zueinander [ist] die eigentliche Grundlage der pädagogischen Arbeit gelegen, weil nicht was sie lehrt, sondern eben diese reale Verhältnis selber ihr tiefster Gehalt und ihre letzte Bedingung ist.“

### Erster Weltkrieg
Im Sommer 1915 wurde Herman Nohl als Landsturmmann zum Militär einberufen und in einer Kaserne in Weimar stationiert. Er verbrachte die Kriegszeit als Teil der Besatzungsarmee in Gent, wobei ihm aufgrund einer Knieverletzung und seiner Kurzsichtigkeit hauptsächlich Verwaltungsaufgaben übertragen wurden. Die auch bei ihm anfänglich vorhandene Kriegsbegeisterung und Überzeugung der Rechtmäßigkeit des Krieges schlug im Verlauf des Krieges und nach dem Tod mehrerer Freunde um. Wie unsinnig und widersprüchlich dieser Krieg war, wurde ihm bewusst, während er sich mit belgischen Freunden traf, während sich die Soldaten beider Länder unweit an der Front gegenseitig töteten.
Im November 1918 kehrte Nohl nach Jena zurück. Aufgrund seiner Gespräche mit Menschen aus dem Volk widmete er sich nun der Volkspädagogik und wurde 1919 Gründungsmitglied der demokratischen Volkshochschule in Thüringen.

### Göttingen und die Relative Autonomie der Pädagogik

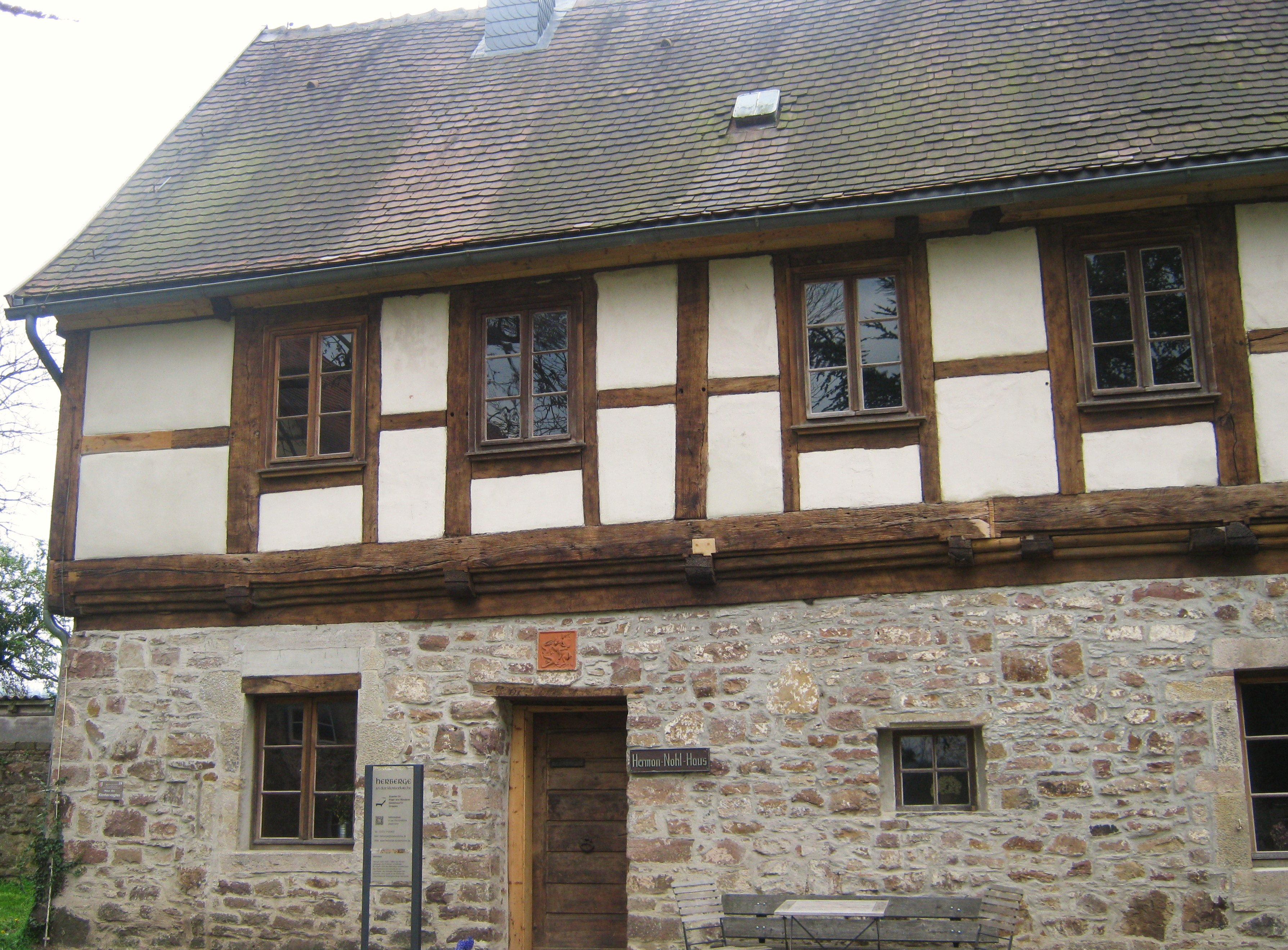
Das Herman-Nohl-Haus auf dem Gelände des Klosters Lippoldsberg, heute Gruppenunterkunft und Pilgerherberge

Im Sommer 1919 wurde Herman Nohl auf Betreiben seines Freundes Georg Misch dessen Nachfolger an der Universität Göttingen auf einem außerordentlichen Lehrstuhl für praktische Philosophie mit besonderer Berücksichtigung der Pädagogik. Am 8. Mai 1922 wurde er ordentlicher Professor für Pädagogik. Er blieb bis zu seiner zwangsweisen Entlassung aus dem Staatsdienst 1937 in Göttingen.
Nohl baute seine Pädagogik auf dem Begriff der Kunde auf, einem Begriff des vorwissenschaftlichen Wissens. Danach stellt Erziehung eine Lebenswirklichkeit dar, die schon immer gegeben war. Die Praxis der Erziehung ist also älter als die wissenschaftliche Reflexion derselben und besitzt demnach eine eigene Wertigkeit. Denn auch die Erziehungserfahrung ist das Ergebnis einer möglicherweise unbewussten, aber jeweils ganz bestimmten Fragestellung.
Nohls Pädagogik orientierte sich an der Gesamtheit der pädagogischen Erscheinungen. Er schloss sich der 1925 von seinem Schüler Curt Bondy gegründeten Gilde Soziale Arbeit an und gründete mit Aloys Fischer, Wilhelm Flitner, Theodor Litt und Eduard Spranger die Zeitschrift Die Erziehung. Monatsschrift für den Zusammenhang von Kultur und Erziehung in Wissenschaft und Leben, welche die Vertreter einer geisteswissenschaftlich orientierten Pädagogik repräsentierte. Nohl wirkte an der Konzeption der 1926 in Preußen reformierten Pädagogischen Akademien mit und gab ab 1928 gemeinsam mit Ludwig Pallat das fünfbändige Handbuch der Pädagogik heraus. Die Verbindung zur Praxis suchte Nohl 1929 durch die Gründung eines Heims in Lippoldsberg, das dem pädagogischen Seminar in Göttingen angegliedert war. Dort führte er in pädagogischen Seminaren didaktische Kurse für Lehrer durch und verband theoretische Erkenntnisse mit der pädagogischen Praxis.
In die Diskussionen um die Schulreform von 1927 mischte sich Nohl ein und formulierte das Postulat der „relativen Autonomie“ der Erziehung als Abgrenzung von politischen Herrschaftsansprüchen. Die Erziehung leitet sich demnach in erster Linie aus der Erziehungswirklichkeit ab, die Nohl als Ausgangspunkt für eine allgemeingültige Theorie der Bildung diente. Grundlage seines Bildungsbegriffs war Diltheys Konzept, dass Bildung als eine „planmäßige Tätigkeit, durch welche Erwachsene das Seelenleben von Heranwachsenden zu bilden suchen“ verstanden werden soll. Die Begründung der Autonomie der Pädagogik lag nach Nohl in der „Tatsache der Erziehungswirklichkeit als eines sinnvollen Ganzen“. Die pädagogische Idee bestimme den Sinn jener Wirklichkeit, und damit sei zugleich die Selbständigkeit der Erziehung und ihre Grenze zu den anderen Bereichen der Gesellschaft bestimmt. Die Pädagogik solle also von ihrem Standpunkt aus ökonomische, religiöse oder politische Interessen beurteilen und gegebenenfalls abweisen und nicht sich selbst diesen Interessen unterordnen.
Im Jahr 1931 legte Nohl den Plan einer „national-pädagogischen Organisation im Rahmen der Osthilfe“ vor. Weitere Vorträge aus den Jahren 1931 und 1932, die 1933 als Landbewegung, Osthilfe und die Aufgabe der Pädagogik veröffentlicht wurden, betonten das Nationale in der Pädagogik.

### Der Pädagogische Bezug
Den konkreten Begriff des Pädagogischen Bezuges benutzte Herman Nohl erstmals in den Sozialpädagogischen Vorträgen aus den Jahren 1924 und 1925. In dem 1924 gehaltenen Vortrag Die Pädagogik der Verwahrlosten nannte er den Pädagogischen Bezug, neben Anlage und Milieu, als mögliche Ursache für Verwahrlosung. Er forderte 1925 zu einer unbedingten Seelenverbundenheit mit dem Jugendlichen in der Reifezeit auf:

„Diese Seelenverbundenheit bleibt einem aber nur, wenn man den pädagogischen Bezug zur rechten Zeit immer wieder gemäß der Entwicklung des Kindes umgestaltet, dem Geltungswillen des Jugendlichen und seinem Verlangen nach Selbständigkeit Rechnung trägt und seine neue Geistigkeit mit der Kost nährt, die sie verlangt.“

Er sah in der Gewinnung eines pädagogischen Bezuges die Voraussetzung für ein pädagogisches Verhältnis überhaupt. Nach Nohl war die Beziehung zwischen Zögling und Erzieher eine Gemeinschaft, in der beide aufeinander angewiesen sind:

„Grundlage der Erziehung ist die Bildungsgemeinschaft zwischen dem Erzieher und dem Zögling mit seinem Bildungswillen.“

Wie bei Dilthey bildete auch für Nohl das Verhältnis eines erwachsenen Menschen zu einem jüngeren Menschen die Grundlage für erzieherisches Handeln. Auf diese Weise wird Erziehung nicht mehr nur in asymmetrischen Verhältnissen, sondern auch als eine persönliche, von Sympathie getragene Wahl gedacht. Nach Nohl waren nicht die Ansprüche der Gesellschaft, sondern die Befindlichkeiten und Lernbedürftigkeiten des Heranwachsenden selbst der Ausgangspunkt der Erziehung. Dabei sollte von den Schwierigkeiten ausgegangen werden, welche das Kind hat, und nicht von denen, die es dem Erzieher oder den Eltern macht. Der Erzieher soll aus seiner Rolle des rein professionell Interessierten heraustreten und seine Aufgabe mit Leidenschaft füllen:

„Die Grundlage der Erziehung ist also das leidenschaftliche Verhältnis eines reifen Menschen zu einem werdenden Menschen, und zwar um seiner selbst willen, dass er zu seinem Leben und seiner Form komme. Dieses erzieherische Verhältnis baut sich auf auf einer instinktiven Grundlage, die in den natürlichen Lebensbezügen der Menschen und ihrer Geschlechtlichkeit verwurzelt ist.“

Daraus lassen sich folgende Punkte ableiten, die für den pädagogischen Bezug nach Nohl maßgeblich sind:
- Das Verhältnis hat eine emotionale Komponente (Leidenschaft).
- Der pädagogische Bezug geht grundsätzlich von unterschiedlichen Entwicklungsniveaus aus, was vom Erzieher Reife verlangt (Verhältnis eines reifen Menschen zu einem werdenden Menschen).
- Erzieherisches Handeln leitet sich nicht aus externen Zielen und Zwecken ab, sondern orientiert sich primär am Zögling (Um seiner selbst willen).

Dabei wehrte sich Nohl gegen eine sexuelle Wertung dieses Liebesverhältnisses von Erzieher und Zögling. Es sollte vielmehr eine Leidenschaft für die Talente des Zöglings werden und somit viel mehr als das sexuelle Moment. Er plädierte für eine Form von platonischer Liebe oder pädagogischem Eros, der das Ziel hat, die Potenziale des Heranwachsenden hervorzulocken, seine Individualität wahrzunehmen, diese zu fördern und gleichzeitig sicherzustellen, dass er gesellschaftsfähig bleibt.

„Die wahre Liebe des Lehrers ist die hebende Liebe und nicht die begehrende […] Die pädagogische Liebe zum Kind ist die Liebe zu seinem Ideal […] So fordert die pädagogische Liebe Einfühlung in das Kind und seine Anlagen, in die Möglichkeiten seiner Bildsamkeit, immer im Hinblick auf sein vollendetes Leben.“

Für Nohl lag dabei der Schwerpunkt auf dem Aspekt um seiner selbst willen, also dass der Erzieher nicht Ausführender der Interessen Dritter beziehungsweise der Gesellschaft ist. Nicht die Ansprüche der Gesellschaft, sondern die Befindlichkeiten und Lernbedürftigkeiten des Heranwachsenden selbst sollten der Ausgangspunkt erzieherischer Tätigkeit sein, und die Erziehung ist demnach „entscheidend dadurch charakterisiert, daß sie ihren Ausgangspunkt unbedingt im Zögling hat, das heißt, daß sie sich nicht als Vollzugsbeamten irgendwelcher objektiven Mächte dem Zögling gegenüber fühlt“. Die Fundierung der pädagogischen Beziehung war für Nohl die pädagogische Liebe nach dem Vorbild der Mutter- und Vaterliebe, die von ihrem instinktiven Verhalten gelöst werden sollte. Nohl verstand hebende Liebe als ein geistiges Verhalten eigener Art, das sich auf die höhere Form des werdenden Menschen richtet. Nach Nohl wird die sogenannte pädagogische Gemeinschaft getragen „von zwei Mächten: Liebe und Autorität, oder vom Kinde aus gesehen: Liebe und Gehorsam“. Erziehung als Beziehung wie Nohl sie verstand, wird hergestellt, indem der Erzieher sich durch Kenntnisse und Einfühlung die Gunst des Zöglings erwirbt. Die Autorität des Erziehers sollte sich aus den personalen Eigenschaften des Erziehers entwickeln. Dies wird einerseits durch Zuwendung und Eros, andererseits durch die Wertschätzung von Leistungen erreicht, wobei erzieherisches Handeln den Charakter eines Wagnisses besitzt, also auch scheitern kann.
Auch wenn nach Nohl die Pädagogik einzig im Dienst des Kindes stand, sollte dieses nicht bloß Selbstzweck, sondern auch den objektiven Gehalten und Zielen verpflichtet sein. Die Erziehung realisiert sich nach Nohl nicht in der bloßen Anpassung des Zöglings an gesellschaftliche Rahmenbedingungen, sondern vielmehr im Anpassen solcher Anliegen an den Zögling. Im Ergebnis kommen die gesellschaftliche und die individuelle Perspektive zum Tragen, jedoch immer mit Blick auf den Zögling. Der pädagogische Bezug versteht sich an dieser Stelle als Anwalt des Kindes.
Im Handeln des Erziehers sollten Gegenwart und Zukunft miteinander verbunden werden. Zukünftige Möglichkeiten und daraus abgeleitete Ziele dürften dabei jedoch keinesfalls die Erfüllung gegenwärtiger Anliegen und Bedürfnisse verhindern. Nohl sah vielmehr in jeder Lebensstufe, ja in jedem Augenblick des Kindes einen Eigenwert, „der nicht bloß der Zukunft geopfert werden darf, sondern nach seiner selbständigen Erfüllung verlangt“.

„Die Grundeinstellung, mit der der Pädagoge dem Kinde gegenübersteht, ist also eine eigentümliche Mischung von realistischem und idealem Sehen, die sich ergibt aus der Einsicht in die Zweiseitigkeit im Wesen des Menschen.“

Nach Nohl sollte an die Stelle des unbedingten Gehorsams und des Brechens des Eigenwillens des Zöglings Selbstständigkeit und Aktivität treten, die in sittlicher Autonomie gipfelt. Der pädagogische Bezug stellt also kein einseitig vom Erzieher auf den Zögling hin ausgerichtetes Beeinflussungsverhältnis dar, sondern bedingt vielmehr Wechselwirkungen. Nohl sprach von einer modernen und aktiven Pädagogik, die ihr Gegenüber nicht mehr als bloß passiv aufnehmendes Objekt erzieherischer Handlungen und Maßnahmen sieht. Dabei hat der Erzieher einen gewissen Vorsprung vor dem Zögling, auf dem auch seine Autorität beruht. Der Zögling andererseits bringt sich als unverwechselbare Persönlichkeit und seine Spontaneität in diese Beziehung ein sowie seine noch unentdeckten künftigen Möglichkeiten, die mittels des pädagogischen Bezuges entdeckt und gefördert werden sollen.
Dabei dürfe aber nicht vergessen werden, dass eine solche Beziehung nicht zu erzwingen ist, da dabei „irrationale Momente wirksam sind, wie Sympathie und Antipathie“, die weder der Erzieher noch der Zögling beeinflussen könne. Daher soll der Erzieher „nicht gekränkt sein oder es gar den Zögling entgelten lassen, wenn ihm der Bezug nicht gelingt“. Ein Verhältnis, welches auf Freiheit und Freiwilligkeit gegründet ist, beinhaltet stets die Möglichkeit des Misslingens, wobei sich die Anerkennung der Subjektivität und Souveränität des Zöglings aufzeigen lasse. Nohl sah einen wesentlichen Fortschritt der Pädagogik in der Erkenntnis, dass der Zögling sein Eigenrecht hat und die Berücksichtigung dessen das pädagogische Wirken erst möglich mache. Damit dieses pädagogische Wirken möglich wird, dürfe das Misslingen dieses pädagogischen Bezuges auf Seiten des Erziehers weder zu Kränkung und schon gar nicht zu Vorwürfen dem Zögling gegenüber führen, sondern muss die Bindung zu jemand anderem herbeiführen, „wenn die Bindung nur überhaupt erfolgt“.

„Die Erziehung endet da, wo der Mensch mündig wird, das heißt nach Schleiermacher, wenn die jüngere Generation auf selbständige Weise zur Erfüllung der sittlichen Aufgabe mitwirkend der älteren Generation gleichsteht, die Pädagogik hat also das Ziel sich selbst überflüssig zu machen und zur Selbsterziehung zu werden.“

Der pädagogische Bezug ist also nicht zeitlos gültig, sondern ein Sachverhalt des historischen Wandels pädagogischer Verhältnisse oder Meinungen. Die Elemente wie Autorität, Gehorsam, Vertrauen sind also keine festen Größen, sondern immer wieder neu zwischen den Generationen auszuhandeln und inhaltlich zu bestimmen. Auch der pädagogische Bezug beinhaltet von Anfang an die Tendenz zu seiner Trennung. Mit jedem Entwicklungsfortschritt des Zöglings streben beide Seiten, Erzieher wie Zögling, die Auflösung des pädagogischen Bezuges an. Wenn auch jede Erziehung auf Selbständigkeit hin ausgerichtet ist, so bleibt doch das grundsätzliche Verhältnis zwischen den Generationen erhalten. Pädagogen als Anwälte des Kindes, nach Nohl, müssten die Forderungen der Gesellschaft umformen, aber ohne diese Forderungen aufzugeben.

„[W]as immer an Ansprüchen aus der objektiven Kultur und den sozialen Bezügen an das Kind herantreten mag, es muß sich eine Umformung gefallen lassen, die aus der Frage hervorgeht: welchen Sinn bekommt diese Forderung im Zusammenhang des Lebens dieses Kindes für seinen Aufbau und die Steigerung seiner Kräfte und welche Mittel hat dieses Kind, um sie zu bewältigen?“

Diese Umformung solle also so gestaltet sein, dass die Fähigkeiten des Kindes gesteigert werden. Die Anforderungen der Gesellschaft sollen aus den Sinnzusammenhängen und den Möglichkeiten des Kindes heraus betrachtet werden. Die Pädagogik soll demnach eine Balance zwischen dem subjektiven Leben des Zöglings und den Anforderungen der objektiven Kultur darstellen. Unpädagogisch würde es demnach dort werden, wo der Erzieher sich einseitig nur für das subjektive Leben des Zöglings oder für die objektive Kultur entscheidet.

### Nationalsozialismus und Zweiter Weltkrieg
Zwei Töchter Herman Nohls emigrierten in der Zeit des Nationalsozialismus, da ihren Ehemännern die Anstellung an deutschen Universitäten verwehrt wurde. Den einzigen Sohn schickten die Eltern zu Kurt Hahn nach Schottland, damit er in einer besseren politischen Atmosphäre aufwachsen konnte. Auch Herman Nohls Ehefrau wollte aufgrund der politischen Situation auswandern. Viele von Nohls Schülern wanderten ebenfalls ins Ausland aus, nachdem sie aufgrund ihrer pädagogischen Tätigkeit entlassen worden waren.
Ohne diese Entwicklungen vorauszusehen, begrüßte Nohl zunächst die „Machtergreifung“ als eine Möglichkeit, seine pädagogischen Ideale zu verwirklichen: „vieles von dem, um das die pädagogische Bewegung im Verein mit Jugendbewegung und Volkshochschulbewegung seit Kriegsende gerungen hat, ist plötzlich in greifbare Nähe gerückt. Die politische Macht hat mit einem Schlag die äußere Einheit des Willens verwirklicht, die die elementare Voraussetzung auch der nationalen Erziehung ist.“
Schon früher waren Nohls Schriften geprägt von völkischem Gedankengut. So forderte er eine „Nationalpädagogik“, die der besonderen politischen Situation Deutschlands Rechnung tragen solle. In Vorträgen zur „Osthilfe“ formulierte Nohl Gedanken, wie sie sich auch in der Erziehung im Nationalsozialismus wiederfanden: Mit der Ostbesiedelung solle eine Entwicklung eingeleitet werden, „ohne [die] ein Volk allmählich sein Blut verliert, die unsern Binnenmarkt steigert, neuen Lebensraum für arbeitslose Menschen gibt und nicht zuletzt unsere nationale Stellung im Osten festigt“. Er schrieb, „daß sich hier im Osten unser deutsches Schicksal entscheidet. Dieser Osten ist nicht bloß im besonderen Maße ‚das Land‘, sondern der Osten ist wieder Kampfplatz der Geschichte geworden.“ Wie er in seinen Vorlesungen im Wintersemester 1933/34 an der Göttinger Universität mit dem Titel: Die Grundlagen der nationalen Erziehung ausdrückte, sollte es in diesem Kampf um die „Abwehr minderwertiger Keime gehen“. Die von Nohl vorgetragenen Ideen zur Ostpädagogik enthielten auch Elemente, die an die Blut-und-Boden-Ideologie erinnerten und die teilweise von den Nationalsozialisten später in ihren Erziehungsprogrammen umgesetzt werden sollten. Auch im Frauenbild, welches Nohl in diesem Zusammenhang formulierte, konnte man später Parallelen zu dem im Nationalsozialismus identifizieren. So sprach er von einer „inneren Bewegung im weiblichen Dasein“, die ein „neues Selbstbewusstsein von der Funktion der Frau in der Kultur“ entwickle, das sich „in Abkehr von der alten Frauenemanzipation wieder auf ihre schaffenden Kräfte in der Familie und im Hause gründen will …“
In seiner 1938 erschienenen Schrift Charakter und Schicksal, die 1947 und 1967 neu aufgelegt wurde, schrieb er unter anderem auch Folgendes:

„Die entscheidende Ursache für die Rassebildung, d. h. die Wandlung der Anlagen selbst, ist nicht die Mutation, sondern die Auslese. Hier allein können auch Eugenik und Pädagogik einsetzen. Solche Auslese verlangt aber zugleich, wie der bekannte Rassenforscher F. Lenz auf der Naturforscherversammlung in Stuttgart (1938) sagte, ein geistiges Klima, worin Menschen von Einsicht, Initiative und Leistungsfähigkeit gedeihen.“

Im April 1937 wurde Herman Nohl allerdings als Universitätsprofessor entlassen, „in allen Ehren und bei vollem Gehalt“. Die Gründe sind unklar. Vermutlich liegen sie darin, dass Herman Nohls Frau Berta zur Mutter eine Wittgenstein hatte und die Cousine von Ludwig Wittgenstein war, also Halbjüdin. In der NS-Hochschullehrerkartei wird er als förderndes Mitglied  der SS geführt.
Im März 1943 wurde der damals 64-Jährige zur Fabrikarbeit eingezogen, die bis zum Jahresende andauerte. Das Kriegsende erlebte er im Lippoldsberger Landheim.

### Die Zeit nach dem Zweiten Weltkrieg

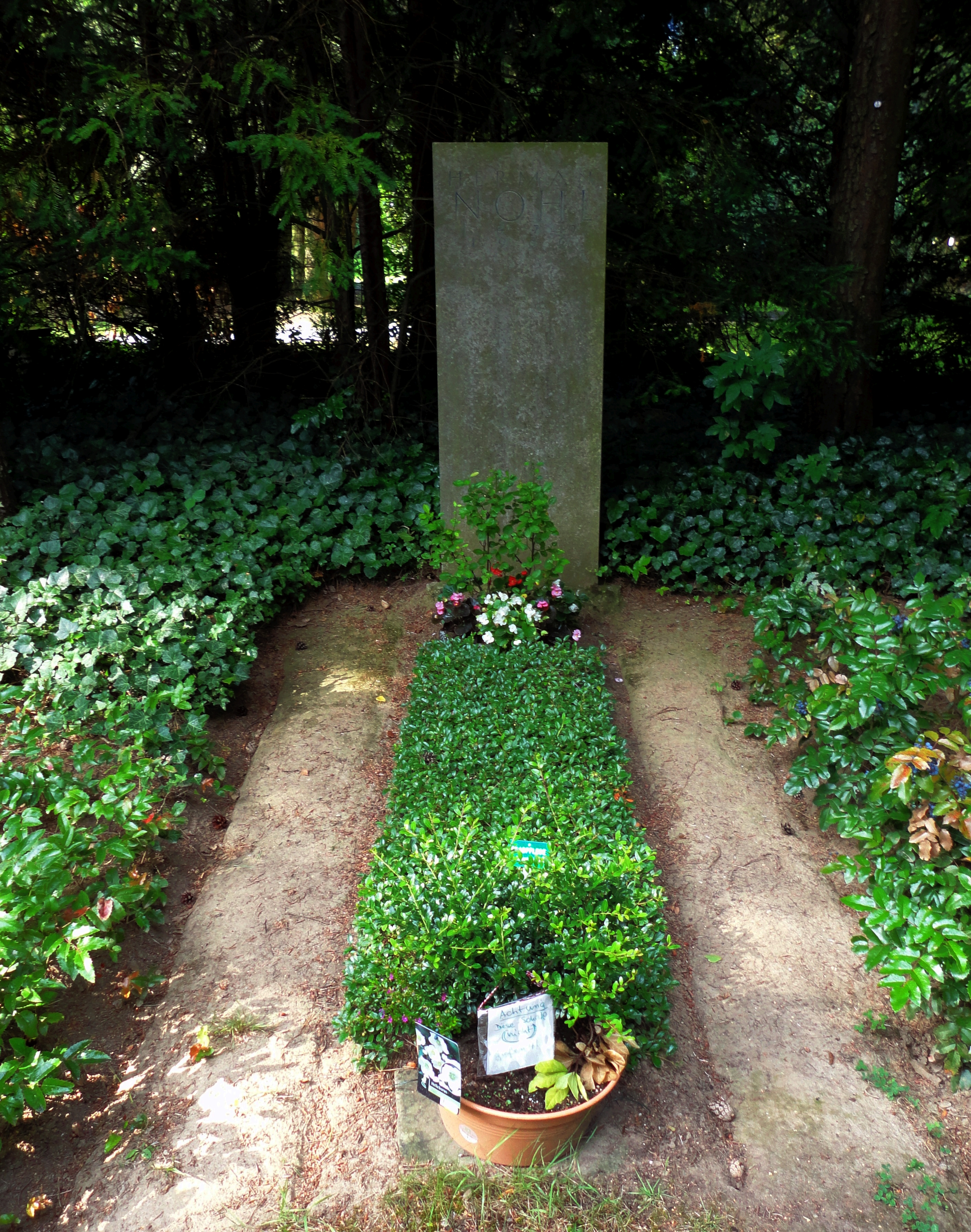
Grabmal für Herman Nohl auf dem Stadtfriedhof Göttingen

Nach dem Ende des Zweiten Weltkrieges wurde es Herman Nohl von der britischen Besatzungsbehörde erlaubt, in verschiedenen pädagogischen Bereichen beim Wiederaufbau mitzuhelfen. So arbeitete er unter anderem an der möglichst schnellen Wiedereröffnung der Schulen und war zwischenzeitlich Stadtschulrat in Göttingen. Im August 1945 wirkte er an den „Marienauer Lehrplänen“ zum Neuaufbau des Schulwesens mit. Auch die Wiedereröffnung der Universität Göttingen war eines seiner Hauptziele; bereits am 17. September 1945 nahm sie wieder ihren Dienst auf. Herman Nohl wurde nicht nur wieder zum Professor ernannt, sondern er wurde auch Dekan seines Fachbereiches. Er war Ansprechpartner für viele Personen, die aufgrund ihrer Zugehörigkeit zu nationalsozialistischen Organisationen Schwierigkeiten bei der Entnazifizierung hatten, und verhalf manchem mit seinem Einfluss zu einer günstigeren Einstufung. 1947 wurde er auf eigenen Wunsch emeritiert. Zu seinen Schülern gehörte der in Göttingen 1949 promovierte Erziehungswissenschaftler Leonhard Froese.
Im Jahr 1945 gründete Nohl auch das Institut für Erziehung und Unterricht. Des Weiteren war er Herausgeber der Zeitschrift Die Sammlung. Zeitschrift für Kultur und Erziehung (1945–1960; Nachfolge: Neue Sammlung). Auf diesem Wege hatte er wesentlichen Einfluss auf die Nachkriegspädagogik. In den letzten Jahren seines Lebens war Herman Nohl häufig krank. Er starb am 27. September 1960 in seinem Haus am Hohen Weg (seit 1964 Hermann-Föge-Weg) im Göttinger Ostviertel. Das Grabmal für Herman Nohl auf dem Stadtfriedhof Göttingen (am Friedhofsteich) ist eine schlichte Kalksteinstele.

## Ehrungen

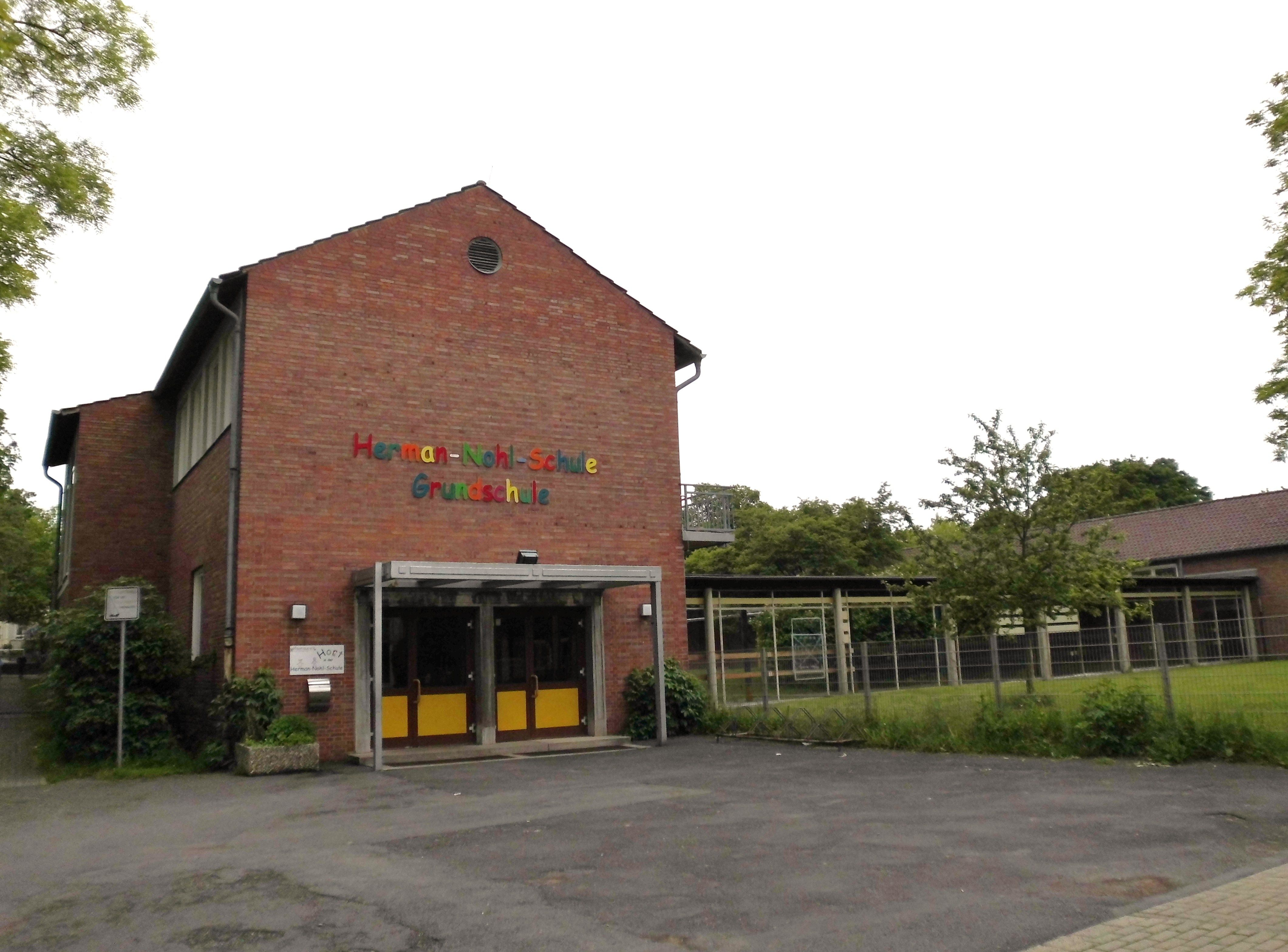
Herman-Nohl-Schule in der Göttinger Südstadt

- In seinem ehemaligen Wirkungsort Göttingen gibt und gab es besonders viele Ehrungen Nohls: Am 28. Juni 1953 wurde er zum Ehrenbürger der Stadt ernannt.[45] An Nohls ehemaligem Wohnhaus im Ostviertel Hermann-Föge-Weg 4 hängt seit 1979 eine Göttinger Gedenktafel.[46] Im Göttinger Ortsteil Weende gibt es seit 1969 eine „Nohlstraße“.[43] Seit 1959 trägt in der in der Göttinger Südstadt (Immanuel-Kant-Straße 44) die vom Architekten Diez Brandi entworfene Grundschule den Namen „Herman-Nohl-Schule“.[47] 2025 wurde auf Antrag der Schule selbst deren Umbenennung politisch diskutiert.[48] Zur Begründung wurde angeführt, Nohls „Schriften seien von völkischem Gedankengut geprägt, u. a. von der Ideologie von Blut und Boden. Auch das Frauenbild von Herman Nohl passe nicht mehr in die heutige Zeit und zeige Parallelen zum Nationalsozialismus auf. Des Weiteren soll Herman Nohl in der Hochschullehrerkartei der Georg-August-Universität Göttingen als Mitglied der Schutzstaffel (SS) und der Nationalsozialistischen Deutschen Arbeiterpartei (NSDAP) geführt worden sein.“[49][50] Die Begründung zur Verurteilung Nohls wurde wissenschaftlich als „sehr fragwürdig“[51] kritisiert, da ihr keine ausreichenden Quellennachweise zugrunde lägen. Gleichwohl stimmte der Rat der Stadt Göttingen im Mai 2025 einstimmig für die Umbenennung in die neutrale Bezeichnung „Grundschule Südstadt“.[52][49]
- Ehrendoktor-Diplom der juristischen Fakultät der Universität Hamburg
- Goetheplakette der Stadt Frankfurt am Main 1959
- In Osnabrück ist eine Förderschule mit dem Schwerpunkt emotionale und soziale Entwicklung nach ihm benannt worden.[53]
- In Hildesheim ist eine berufsbildende Schule mit dem Schwerpunkt Pflege und Gesundheit nach ihm benannt.[54]
- In Berlin trägt die deutsch-italienische Europaschule in Britz den Namen „Herman-Nohl-Schule“.
- In Kirchheimbolanden trägt das Heilpädagogium Schillerhain, eine Privatschule, den Namen „Herman-Nohl-Schule“.
- In Lippoldsberg gab es 1960–2012 das Landheim „Nohl-Haus“, das Hermann Nohl schon 1929 erworben und dem Göttinger Pädagogischen Seminar zur Verfügung gestellt hatte.[55][56]

## Schriften
- Sokrates und die Ethik. Tübingen/Leipzig 1904.
- Die Weltanschauungen der Malerei. Jena 1908.
- Pädagogische und politische Aufsätze. Jena 1919.
- Stil und Weltanschauung. Jena 1920.
- Jugendwohlfahrt. Leipzig 1927.
- Die ästhetische Wirklichkeit: eine Einführung. Frankfurt am Main 1935 (2. Auflage 1954).
- Die pädagogische Bewegung in Deutschland und ihre Theorie. 1935 (online bei Google Books).
- Einführung in die Philosophie. 1935 (9. A. Frankfurt am Main 1998).
- Charakter und Schicksal. Eine pädagogische Menschenkunde, 1938 (3. verm. Auflage. 1947, wieder Frankfurt am Main 1967).
- Die sittlichen Grunderfahrungen. Eine Einführung in die Ethik. 1939 (3. Auflage. Frankfurt am Main 1949).
- Pädagogik aus dreißig Jahren. Frankfurt am Main 1949.
- Friedrich Schiller. Frankfurt am Main 1954.
- Erziehergestalten. 1958 (3. A. Göttingen 1965).
- Die deutsche Bewegung: Vorlesungen und Aufsätze zur Geistesgeschichte von 1770–1830. (Hrsg. Otto Friedrich Bollnow, Frithjof Rodi). Göttingen 1970.
- Das historische Bewußtsein. (Hrsg. Erika Hoffmann, Rudolf Joerden). Göttingen 1979.
- Hrsg. mit Ludwig Pallat: Handbuch der Pädagogik. 5 Bände, Langensalza 1928–33 (10. Auflage, Frankfurt am Main 1988; online).
- Walter Thys (Hrsg.): Ein Landsturmmann im Himmel. Flandern und der Erste Weltkrieg in den Briefen von H.N. an seine Frau. Leipzig 2005.
- Herman Nohls Schriften und Artikel in der NS-Zeit. Dokumente 1933–1945. Goethe-Universität, Frankfurt am Main 2008.